# Barbara Brandon-Croft
Barbara Brandon-Croft (né le 27 novembre 1958 à Brookly) est un autrice de bande dessinée américaine.
Fille du cartoonist Brumsic Brandon Jr., elle crée en 1989 le comic strip Where I'm Coming From, diffusé par Universal Press Syndicate de 1991 à son arrêt en 2005. C'est la première Afro-Américaine dont l'œuvre a fait l'objet d'une diffusion par un syndicate national.